# Thierry Pécout
Ne doit pas être confondu avec le compositeur Thierry Pécou
Pour les articles homonymes, voir Pécout.
Thierry Pécout, né en 1967 à Rognac (Bouches-du-Rhône), est un enseignant-chercheur et historien français.
Professeur des universités, titulaire d'une chaire d'histoire médiévale de l'Université Jean-Monnet-Saint-Étienne depuis 2012, il est spécialiste de l'histoire de l'institution politique et ecclésiale médiévale, de la Provence au Moyen Âge (XIe – XIVe siècle) et de la monarchie d'Anjou-Provence Sicile (XIIIe – XIVe siècle).

## Biographie

### Carrière universitaire
Ancien élève de l'École normale supérieure, agrégé d'histoire, ancien membre de l'Institut universitaire de France, il est maître de conférences à l'université d'Aix-Marseille. Il est nommé professeur d'histoire médiévale à l'université Jean Monnet Saint-Étienne et chercheur au CERCOR. Depuis 2013, il dirige ce centre de recherches consacré à l'histoire religieuse.
En 1998, il obtient un doctorat en histoire à l'Université de Provence Aix-Marseille I avec une thèse intitulée Une société rurale du XIIe au XIVe siècle en Haute Provence : les hommes, la terre et le pouvoir dans le pays de Riez et rédigée sous la direction de Noël Coulet. Il obtient ensuite une habilitation à diriger des recherches (HDR) en 2011 à l'Université Panthéon-Sorbonne, avec pour sujet « Ultima ratio. Vers un État de raison : l'épiscopat, les chanoines et le pouvoir des années 1230 au début du XIVe siècle (provinces ecclésiastiques d'Arles, Aix et Embrun) ». Il est membre de l'Institut universitaire de France de 2007 à 2012.
De 2014 à 2018, il dirige un programme financé par l'Agence nationale de la recherche et portant sur l’Europe angevine : Les processus de rassemblements politiques : l’exemple de l’Europe angevine XIIIe – XVe siècles, qui réunit le Laboratoire d'informatique en image et systèmes d'information (LIRIS), le Centre de recherches historiques de l'Ouest (CERHIO), l'École française de Rome et le Centre européen de recherche sur les congrégations et les ordres religieux.
Depuis 2017, il est président de la Fédération historique de Provence. Depuis 2018, il est membre titulaire du Comité des Travaux historiques et scientifiques, Section « Histoire et philologie des civilisations médiévales » et depuis 2021 associé correspondant national de la Société nationale des antiquaires de France.
En 2022, il est nommé chevalier dans l'ordre des Palmes académiques[réf. nécessaire].

## Travaux
Ses travaux portent sur « l'institution, ou le religieux en politique ». Il travaille notamment sur les sources concernant les officiers royaux, l'épiscopat et les chapitres cathédraux.

## Publications

### Ouvrages
- Raymond Bérenger V : l'invention de la Provence, Paris, Éditions Perrin, 2004
- (dir.), L’enquête générale de Leopardo da Foligno en Provence (1331-1334), Paris, Éditions du CTHS, dix volumes, 2008-2018  (ISBN 978-2-7355-0716-0)

### Articles (sélection)
- « Justices d’Église en Provence, milieu du XIIe s. – milieu du XIVe s. », dans les Cahiers de Fanjeaux, 42, Les justices d’Église, Toulouse, 2007, p. 83-118.
- « L’élaboration du justiciable. La justice royale et le clerc dans la Provence de Charles II (fin du XIIIe s. - début du XIVe s.) », dans Gens de robe et gibier de potence en France du Moyen Âge à nos jours. Actes du colloque d’Aix-en-Provence, 14-16 octobre 2004, Marseille, 2007, p. 81-99.
- « Confessus fuit et in veritate recognovit se tenere. L’aveu et ses enjeux dans les reconnaissances de tenanciers en Provence, XIIIe – XIVe siècle », dans L. Faggion et L.Verdon (dir.), Quête de vérité, quête de soi. Moyen Âge et temps modernes, Aix-en-Provence, 2007, p. 173-205.
- « Le destin heuristique d’une histoire de la panique. Crise en Provence au Moyen Âge finissant : jalons historiographiques pour le XIVe siècle », dans J. Drendel dir., Michael Postan, Georges Duby and the Malthusian Paradigm of Crisis in the Later Middle Ages, Turnhout, 2015, p. 149-166